# Белоярский район (Свердловская область)
Белоярский район — административно-территориальная единица (район) в Свердловской области России. Административный центр — посёлок городского типа (до 1 октября 2017 года рабочий посёлок) Белоярский.
С точки зрения муниципального устройства, на территории района образованы два городских округа: Белоярский ГО (с центром в рабочем посёлке Белоярском) и ГО Верхнее Дуброво (с центром в посёлке городского типа Верхнее Дуброво).

## История
В 1687 году верхотурскими боярами Фёдором и Иваном Томиловыми основана Белоярская Слобода.
В 1695 году в слободе был построен острог. Белоярская слобода объединила 20 деревень и до 1700 года входила в Верхотурский уезд, с 1701 по 1725 годы — в Тобольский, а затем в Екатеринбургский уезды Пермской губернии (с в 1919 года — Екатеринбургской губернии).

### Белоярский район
До февраля 1918 года существовала Белоярская волость, которая 18 февраля 1918 года была распущена и создан Белоярский волостной совет. В 1924 году в связи с организацией районов Екатеринбургского, а затем Свердловского округа был образован Белоярский район, просуществовавший до марта 1927 года. С 1927 года район переименован в Баженовский по железнодорожной станции Баженово и просуществовал с этим названием до 1933 года. В соответствии с постановлением ВЦИК от 20 сентября 1933 года Баженовский район упразднён. Его территория подчинена Свердловскому горсовету в составе Третьего Октябрьского района города Свердловска. На основании постановления ВЦИК от 26 мая 1937 года и постановление Президиума Свердловского облисполкома от 10 августа 1937 года был вновь образован Белоярский район. В состав района входило 18 сельских советов (по другим данным, 19), объединяющих 36 населённых пунктов: Белоярский, Большебрусянский, Бруснятский, Гагарский, Златогоровский, Измоденовский, Камышевский, Колюткинский, Кочневский, Логиновский, Малобрусянский, Мезенский, Некрасовский, Соколовский, Хромцовский, Чернобровский, Черноусовский и Ялунинский. На территории района, в момент его образования, находились 34 колхоза, 1 совхоз, 2 машинно-тракторные станции, 32 школы, в том числе 1 средняя, 8 неполных средних, 23 начальных. Промышленность представляли 3 фабрики: Камышевская сапого-валяльная фабрика им. Малышева, Черноусовская шпагатная фабрика им. Ногина, асбокартонная фабрика им. Коминтерна, лесохимзавод, несколько промыслово-кооперативных артелей.
В 1948 году территория Соколовского сельсовета из Белоярского района передана в состав Покровского района Свердловской области (Указ ПВС РСФСР от 02.03.1948 г.).
В 1950—1954 годах в районе были ликвидированы сельсоветы: Логиновский, Чернобровский. Колюткинский, Златогоровский — их территории переданы Большебрусянскому сельсовету; территории Кочневского сельсовета вошла в состав Хромцовского сельсовета; Измоденовского — в Бруснятский сельсовет, Гагарского — в Мезенский сельсовет (Указ ПВС РСФСР от 18.07.1954 г.). Д. Шиши Большебрусянского сельсовета была перечислена в состав Черноусовского сельсовета, д. Крутиха Белоярского сельсовета в состав Ялунинского сельсовета.
В 1954 году на территории Белоярского района начато строительство атомной электростанции.
12 июля 1957 года Верхнедубровский поссовет, Косулинский сельсовет и д. Поварня Бобровского сельсовета были перечислены из Сысертского района в административно-территориальное подчинение Белоярского района. 15 августа Д. Поварня была включена в состав Косулинского сельсовета.
1 октября 1957 года посёлок при Белоярской АЭС был отнесён к категории рабочих посёлков и переименован в Заречный. В черту Заречного были включены пос. фабрики им. Коминтерна, инструментального завода, мельзавода № 5, Шеелит (геологоразведочной экспедиции) и ж.д. разъезда Муранитный.
24 июля 1959 года пос. ж.д. разъезда Гагарский был перечислен из состава Мезенского сельсовета в административно-территориальное подчинение Мало-Брусянского сельсовета.
14 августа 1959 года с. Белоярское было отнесено к категории рабочих посёлков с присвоением наименования Белоярский. В черту Белоярского были включены д. Бутакова, Большая Баженова, пос. ж.д. ст. Баженово, а также ранее относившиеся к Заречному поссовету пос. фабрики «Коминтерн» и инструментального завода.
20 апреля 1962 года земельный участок УралНИИСХоза площадью 144 га по смежеству с землями совхоза «Исток» был передан из состава Белоярского района в административно-территориальное подчинение Свердловска.
15 июня 1962 года д. Крутиха Ялунинского сельсовета была включена в черту Белоярского.
1 февраля 1963 года был создан Белоярский сельский район. В состав нового района вошли: Большебрусянский, Бруснятский, Камышевский, Косулинский, Малобрусянский, Мезенский, Некрасовский, Хромцовский, Черноусовский и Ялунинский сельсоветы Белоярского района; Кисловский, Клевакинский, Маминский, Покровский, Рыбниковский, Сосновский, Барабановский, Беловодский, Большегрязнухинский, Бродовский, Колчеданский, Малогрязнухинский, Монастырский, Окуловский, Пироговский, Суворский, Травянский, Черемховский и Щербаковский сельсоветы Покровского района; Светловский сельсовет Сухоложского района; Белоярский поссовет Белоярского района.
27 апреля 1963 года были переданы:
- пос. фабрики им. Коминтерна и инструментального завода Белоярского поссовета Белоярского сельского района в подчинение Заречного поссовета пригородной зоны Асбеста ;
- пос. мельзавода № 5 Заречного поссовета пригородной зоны гАсбеста в подчинение Белоярского поссовета Белоярского сельского района;
- пос. Кировский Заречного поссовета — в подчинение Мезенского сельсовета Белоярского сельского района;
- пос. Режик и Каменка Ялунинского сельсовета Белоярского сельского района в подчинение Асбестовского горсовета.

25 июня 1963 года пос. Кировский был передан в административно-территориальное подчинение Белоярского поссовета.
31 августа 1963 года был упразднён Ялунинский сельсовет. Входившие в его состав населённые пункты Ялунино, Малиновка, Ельничный Кордон, Кумовская Мельница и Заимская мельница были переданы в подчинение Белоярского поссовета Белоярского района.
31 января 1964 года выс. Майка был передан из состава Беловодского сельсовета в административно-территориальное подчинение Травянского сельсовета.
3 марта 1964 года Светловский сельсовет был передан из состава Белоярского района в административно-территориальное подчинение Камышловского района.
19 марта 1964 года пос. фабрики «Свободный труд» передан из состава Рыбниковского сельсовета в административно-территориальное подчинение Покровского сельсовета.
8 мая 1964 года был образован Новозаводский сельсовет в подчинении Синарскому райсовету Каменска-Уральского, в его состав были переданы д. Кодинка, Малая Кодинка Щербаковского сельсовета и Новый Завод Беловодского сельсовета Белоярского района.
20 июля 1964 года были объединены как фактически слившиеся:
- пос. Нефтебаза, Заготзерно, Центральный Окуловского сельсовета в пос. Синарский;
- пос. фабрики «Свободный труд» и д. Бекленищева Покровского сельсовета в пос. Горный;
- пос. «Дорстрой» Косулинского сельсовета с пос. Косулинским.

13 января 1965 года Белоярский сельский район был преобразован в район.
28 мая 1965 года был образован Режиковский сельсовет с центром в пос. Режике, в состав вошли населённые пункты Шпалозавод, Лесной, 911 км, Ялунина, Малиновка, Режиковское лесничество, Ельничный кордон, Старушья мельница.
27 августа 1966 года пос. ж.д. ст. Арамиль, 20-го, 25-го и 27-го км были переданы из состава Косулинского сельсовета Белоярского района в административно-территориальное подчинение Арамильского поссовета Сысертского района.
22 ноября 1966 года были переименованы: пос. участка № 1 Косулинского совхоза — в Прохладный; пос. участка № 3 Косулинского совхоза — в Растущий; пос. шпалозавода — в Каменку; пос. центральной усадьбы Хромцовского совхоза — в Совхозный.
30 декабря 1966 года пос. Кировский был передан из состава Мезенского сельсовета в административно-территориальное подчинение Белоярского поссовета. Пос. мельзавода № 5 был объединён с пос. Кировским.
11 октября 1972 года были исключены из учётных данных как прекратившие существование: пос. Чкалово Бруснятского сельсовета; пос. Кирпичный Косулинского сельсовета; пос. Заимская Мельница Режиковского сельсовета.
8 февраля 1973 года были исключены с. Кочневское и пос. Октябрьский из состава Хромцовского сельсовета, образован Кочневский сельсовет с центром в с. Кочневском. Центр Хромцовского сельсовета был перенесён из с. Хромцово в пос. Совхозный, Хромцовский сельсовет переименован в Совхозный сельсовет.
30 декабря 1976 года были исключён из учётных данных как прекративший существование пос. Берёзовский Камышевского сельсовета.
9 февраля 1977 года были уточнены как правильные наименования: пос. Муранитный (вместо вариантов пос., ж.д. ст. Муранитная) Заречного поссовета, д. Большая Измоденова (вместо варианта д. Измоденова) Бруснятского сельсовета, д. Шипелова (вместо варианта д. Шипелова(о)) Бруснятского сельсовета, с. Камышево (вместо варианта с. Камышево(ское)) Камышевского сельсовета, д. Златогорова (вместо варианта д. Златогорова(о)) Камышевского сельсовета, с. Мезенское (вместо варианта с. Мезенское(ка)) Мезенского сельсовета, пос. Баженовск (вместо варианта пос. Баженовский санаторий) Мезенского сельсовета, с. Черноусово (вместо варианта с. Черноусово(ское)) Черноусовского сельсовета.
23 февраля 1977 года был зарегистрирован пос. Светлый в составе Косулинского сельсовета.
1 апреля 1977 года:
- из состава Кисловского сельсовета Каменского района пос. Хромцовская был передан в состав Совхозного сельсовета Белоярского района.
- были объединены как фактически слившиеся д. Шипелова с с. Бруснятским в Бруснятском сельсовете, пос. Боровой с пос. Растущим в Косулинском сельсовете.

2 февраля 1978 года было уточнено наименование: пос. Храмцовская (вместо пос. ж.д. ст. Хромцовская) Совхозного сельсовета.
29 марта 1978 года:
- одно поселение временного и служебного значения было преобразовано в самостоятельный населённый пункт и включено в учётные данные с присвоением наименований пос. Бобровка (Косулинский сельсовет);
- из административно-территориального подчинения Бобровского поссовета Сысертского района в состав Косулинского сельсовета Белоярского района был передан пос. Хризолитовый;
- были исключены из учётных данных как прекратившие существование пос. Ельничный Режиковского сельсовета, пос. 11 км Режиковского сельсовета.

12 ноября 1979 года был образован Студенческий сельсовет с центром в пос. Студенческом, в его состав были переданы из Большебрусянского сельсовета пос. Белоярский и Озерный.
12 ноября 1979 года Исполнительный комитет Свердловского областного Совета народных депутатов принял решение просить Президиум Верховного Совета РСФСР переименовать деревню Измоденова  в деревню Большая Измоденова.
24 июля 1984 года был исключён из учётных данных пос. Баженовский санаторий Мезенского сельсовета (как фактически слившийся с с. Мезенским).
23 февраля 1987 года пос. Светлый Косулинского сельсовета Белоярского района был передан в состав Сысертского района с административным подчинением Арамильскому горсовету.
В 1992 году в связи с присвоением районному посёлку Заречному статуса города областного подчинения из состава Белоярского района были выделены территории Зареченского поссовета и Мезенского сельсовета (Указ ПВС РФ от 07.09.1992 г.), которые затем составят отдельное муниципальное образование посёлок Заречный.
В соответствии с Указом Президента РФ от 26.10.1993 года № 1760 «О реформе местного самоуправления в Российской Федерации» Белоярский район перешёл на местное самоуправление.
Распоряжением Правительства РФ от 4 января 1994 года № 3-р относившийся к району посёлок Косулино-1 переименован в посёлок городского типа Уральский со статусом закрытого административно-территориального образования, тем самым выведен из состава района.
С июля 1996 года Белоярский район является самостоятельным субъектом межбюджетных отношений областного бюджета.

### Муниципальные образования
В 1994 году в соответствии с временным Положением о местном самоуправлении в Свердловской области территория было создано муниципальное образование Белоярский район, от которого отделилось самостоятельное муниципальное образование рабочий посёлок Верхнее Дуброво (новые границы района были подтверждены 17 декабря 1995 года на местном референдуме).
10 ноября 1996 года муниципальные образования Белоярский район и рабочий посёлок Верхнее Дуброво были включены в областной реестр.
С 31 декабря 2004 года муниципальные образования были наделены статусом городского округа.
С 1 января 2006 года были утверждены наименования Белоярский городской округ и городской округ Верхнее Дуброво.

## Население
| 1959    | 1970    | 1979    | 1989    | 2002    | 2009    | 2010    |
| ------- | ------- | ------- | ------- | ------- | ------- | ------- |
| 54 618  | ↗60 430 | ↗61 197 | ↗69 251 | ↘39 312 | ↗40 332 | ↘39 374 |
| 2011    | 2012    | 2013    | 2014    | 2015    | 2016    | 2017    |
| ↘39 278 | ↘38 973 | ↗39 100 | ↗39 235 | ↗39 470 | ↘39 425 | ↗40 035 |
| 2018    | 2019    | 2020    | 2021    |         |         |         |
| ↗40 193 | ↗40 659 | ↘39 941 | ↘38 885 |         |         |         |

Численность населения района в рамках Белоярского ГО и ГО Верхнее Дуброво по данным на 2023 год составляет 38 120 человек.

## Населённые пункты, административно-территориальное устройство
В состав района входят 46 населённых пунктов, в том числе 2 посёлка городского типа (до 1 октября р.п.) и 44 сельских населённых пункта.
До 1 октября 2017 года населённые пункты в составе района делились на 13 сельсоветов, 2 рабочих посёлка и 1 сельский населённый пункт в подчинении рабочего посёлка.

### Административно-территориальное устройство до 1.10.2017
| №        | ТЕ / АТЕ           | Состав | Упразднённые после 1991 н.п. | ГО              |
| -------- | ------------------ | --- | ---------------------------- | --------------- |
| 1        | рп Белоярский      | Белоярский |                              | Белоярский      |
| 2        | рп Верхнее Дуброво | Верхнее Дуброво                                                                                                   |                              | Верхнее Дуброво |
| 2.000001 | сельсоветы         | |                              |                 |
| 3        | Большебрусянский   | сёла Большебрусянское, Колюткино, Логиново, посёлки Колюткино, Колюткинский, Марамзино, деревня Марамзина         |                              | Белоярский      |
| 4        | Бруснятский        | село Бруснятское, деревня Измоденова, посёлок Шипелово                                                            | посёлок Измоденово           | Белоярский      |
| 5        | Камышевский        | село Камышево, посёлок Газета, деревни Головырина, Златогорова, Ключи                                             | посёлок Участок-Исеть        | Белоярский      |
| 6        | Косулинский        | село Косулино, посёлки Белоярская Застава, Бобровка, Прохладный, Рассоха, Растущий, Хризолитовый, деревня Поварня |                              | Белоярский      |
| 7        | Кочнёвский         | село Кочнёвское, посёлок Октябрьский                                                                              |                              | Белоярский      |
| 8        | Малобрусянский     | село Малобрусянское, посёлок Гагарский, деревня Гусева                                                            |                              | Белоярский      |
| 9        | Некрасовский       | село Некрасово |                              | Белоярский      |
| 10       | Режиковский        | посёлки Режик, Каменка, деревни Малиновка, Ялунина                                                                |                              | Белоярский      |
| 11       | Совхозный          | посёлки Совхозный, Храмцовская, село Хромцово, деревня Черемхова                                                  |                              | Белоярский      |
| 12       | Студенческий       | посёлки Студенческий, Белореченский, Озёрный                                                                      |                              | Белоярский      |
| 13       | Черноусовский      | село Черноусово, деревни Гилёва, Шиши                                                                             |                              | Белоярский      |

### Населённые пункты
| №  | Населённый пункт   | Тип             | Население | Городской округ            |
| -- | ------------------ | --------------- | --------- | -------------------------- |
| 1  | Белоярский         | пгт, адм. центр | ↘13 030   | Белоярский городской округ |
| 2  | Белореченский      | посёлок         | ↘416      | Белоярский городской округ |
| 3  | Белоярская Застава | посёлок         | ↗181      | Белоярский городской округ |
| 4  | Бобровка           | посёлок         | ↘28       | Белоярский городской округ |
| 5  | Большебрусянское   | село            | ↘1280     | Белоярский городской округ |
| 6  | Бруснятское        | село            | ↘1022     | Белоярский городской округ |
| 7  | Верхнее Дуброво    | пгт             | ↘4567     | Верхнее Дуброво            |
| 8  | Гагарский          | посёлок         | ↘1078     | Белоярский городской округ |
| 9  | Газета             | посёлок         | ↘2        | Белоярский городской округ |
| 10 | Гилёва             | деревня         | ↗116      | Белоярский городской округ |
| 11 | Головырина         | деревня         | ↘18       | Белоярский городской округ |
| 12 | Гусева             | деревня         | ↗214      | Белоярский городской округ |
| 13 | Златогорова        | деревня         | ↘234      | Белоярский городской округ |
| 14 | Измоденова         | деревня         | ↘266      | Белоярский городской округ |
| 15 | Каменка            | посёлок         | ↗37       | Белоярский городской округ |
| 16 | Камышево           | село            | ↘874      | Белоярский городской округ |
| 17 | Ключи              | деревня         | ↘137      | Белоярский городской округ |
| 18 | Колюткино          | посёлок         | ↘34       | Белоярский городской округ |
| 19 | Колюткино          | село            | ↘83       | Белоярский городской округ |
| 20 | Колюткинский       | посёлок         | ↘7        | Белоярский городской округ |
| 21 | Косулино           | село            | ↗3136     | Белоярский городской округ |
| 22 | Кочневское         | село            | ↘1364     | Белоярский городской округ |
| 23 | Логиново           | село            | ↘438      | Белоярский городской округ |
| 24 | Малиновка          | деревня         | ↘73       | Белоярский городской округ |
| 25 | Малобрусянское     | село            | ↘345      | Белоярский городской округ |
| 26 | Марамзина          | деревня         | ↘7        | Белоярский городской округ |
| 27 | Марамзино          | посёлок         | ↘15       | Белоярский городской округ |
| 28 | Некрасово          | село            | ↘652      | Белоярский городской округ |
| 29 | Озёрный            | посёлок         | ↗8        | Белоярский городской округ |
| 30 | Октябрьский        | посёлок         | ↘343      | Белоярский городской округ |
| 31 | Поварня            | деревня         | ↗1344     | Белоярский городской округ |
| 32 | Прохладный         | посёлок         | ↗2481     | Белоярский городской округ |
| 33 | Рассоха            | посёлок         | ↘198      | Белоярский городской округ |
| 34 | Растущий           | посёлок         | ↗647      | Белоярский городской округ |
| 35 | Режик              | посёлок         | ↗290      | Белоярский городской округ |
| 36 | Совхозный          | посёлок         | ↘1359     | Белоярский городской округ |
| 37 | Студенческий       | посёлок         | ↘902      | Белоярский городской округ |
| 38 | Храмцовская        | посёлок         | ↘43       | Белоярский городской округ |
| 39 | Хризолитовый       | посёлок         | ↘31       | Белоярский городской округ |
| 40 | Хромцово           | село            | ↘176      | Белоярский городской округ |
| 41 | Черемхова          | деревня         | ↘12       | Белоярский городской округ |
| 42 | Чернобровкина      | деревня         | ↘227      | Белоярский городской округ |
| 43 | Черноусово         | село            | ↘715      | Белоярский городской округ |
| 44 | Шипелово           | посёлок         | ↘39       | Белоярский городской округ |
| 45 | Шиши               | деревня         | ↗28       | Белоярский городской округ |
| 46 | Ялунина            | деревня         | ↘29       | Белоярский городской округ |

7 августа 1996 года были упразднены посёлки Измоденово (Бруснятского сельсовета) и Участок-Исеть (Камышевского сельсовета).